# Basílica Opímia
A Basílica Opímia era uma das três basílicas da era republicana no Fórum Romano, juntamente com a Basílica Emília e a Basílica Pórcia. Das três, apenas a Emília ainda existe. Foi construída em 121 a.C. perto do Templo da Concórdia e batizada em homenagem a Lúcio Opímio, que financiou a construção da basílica e do templo. Quando este foi ampliado pelo cônsul (e futuro imperador) Tibério, entre 7 a.C. e 10 d.C., a basílica teve que ser demolida e não há mais registros históricos sobre ela depois disto.

## Localização
| Planimetria do Comício (antes de César) |
| --- |
| Cúria Júlia Templo da Concórdia Altar de Saturno Umbilicus Urbis Senáculo Rostra Antiga Lápis Níger Basílica Pórcia Basílica Opímia Cúria Hostília Cárcere Grecóstase Coluna Mênia Área Volcanal |
| Em pontilhado, o traçado do Comício arcaico. Em cinza, a silhueta da Cúria Júlia, como indicativo de posição.                                                                                    |